# Федоровский, Фёдор Фёдорович
Фёдор Фёдорович Федоро́вский (26 декабря 1883[…], Чернигов — 7 сентября 1955, Москва) — русский, советский театральный художник, живописец, педагог, доктор искусствоведения (1952), профессор. Главный художник Большого театра (1929—1953). Академик АХ СССР (1947). Народный художник СССР (1951). Лауреат пяти Сталинских премий (1941, 1943, 1949, 1950, 1951).
Автор художественного оформления спектаклей (преимущественно русских эпических опер), сценических мероприятий, парадов, автор проекта (1936) и реставрации (1945) Рубиновых звёзд на башнях Московского Кремля, а также «золотого» занавеса Большого театра.

## Биография
Родился 14 (26) декабря 1883 года в Чернигове (ныне Украина).
C 1902—1907 годах учился в Императорском Строгановском центральном художественно-промышленном училище (ныне Российский государственный художественно-промышленный университет имени С. Г. Строганова). Учителями были известные русские художники В. А. Серов, К. А. Коровин, М. А. Врубель и архитекторы И. В. Жолтовский и Ф. О. Шехтель.
Участник антрепризы С. П. Дягилева в Париже и Лондоне (1913—1914).
В 1921—1929 годах — художник-постановщик, заведующий художественно-постановочной частью, в 1929—1953 годах — главный художник Большого театра в Москве.
Оформлял революционные празднества и физкультурные парады на Красной площади в Москве, торжественные правительственные заседания в ГАБТ.

Могила Фёдоровского на Новодевичьем кладбище Москвы

Его творчество целиком связано с музыкальным театром, он тяготел к героико-эпическим темам и напряжённой динамике цветового решения живописно-объёмной декорации. Наряду с живописным решением пространства сцены, художник уделял большое внимание образному решению всех костюмов каждого, даже второстепенного, персонажа оперы. Его постановки всегда отличались большой выразительностью массовых сцен. Творчество мастера получило заслуженное признание зрителей.

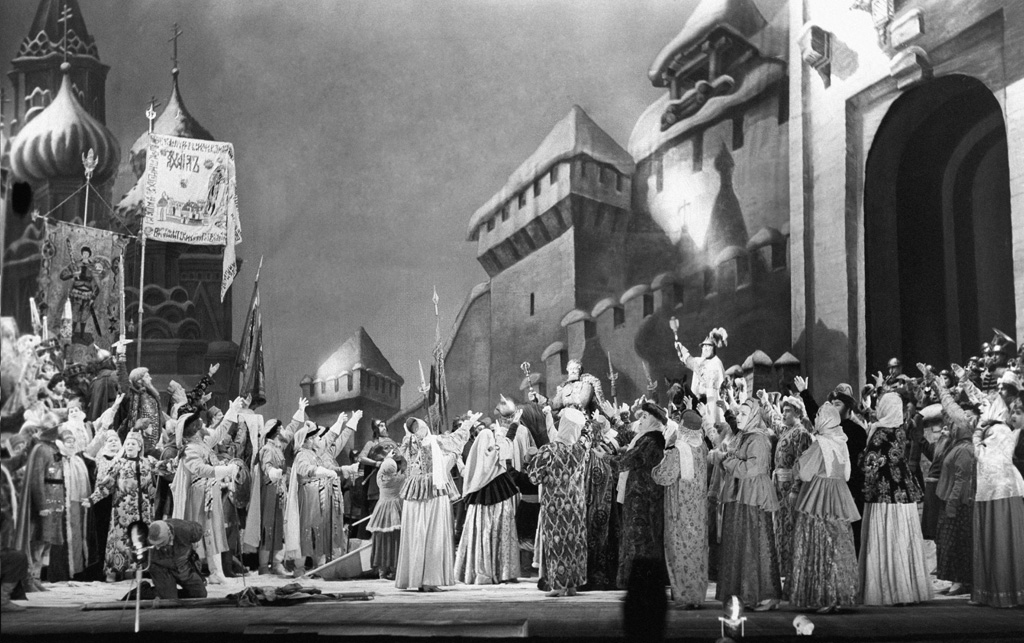
Сцена из оперы «Иван Сусанин». Художник-постановщик Ф. Ф. Федоровский

Художник оставил большое количество живописных эскизов декораций (холст, масло), относящихся к 1933 и 1943 годам, и обширную серию картонов, выполненных гуашью, углём, акварелью, сангиной. Эти произведения сейчас хранятся в Театральном музее имени А. А. Бахрушина, Музее Большого театра, Театральном музее Санкт-Петербурга и других российских и зарубежных собраниях.
В 1905—1917 годах преподавал в Императорском Строгановском центральном художественно-промышленном училище, в 1917—1923 — в ГСХМ, ВХУТЕМАС.
Вице-президент АХ СССР в 1947—1953 годах. Член Президиума Академии художеств СССР (1953—1955).
Умер 7 сентября 1955 года в Москве. Похоронен на Новодевичьем кладбище (участок № 1).

### Семья
- Внук — Дмитрий Юрьевич Федоровский (р. 1932), кинооператор, режиссёр. В 1980-х годах снял документальный фильм «Фёдор Фёдорович Федоровский», хорошо оценённый критикой[4].

## Награды и звания

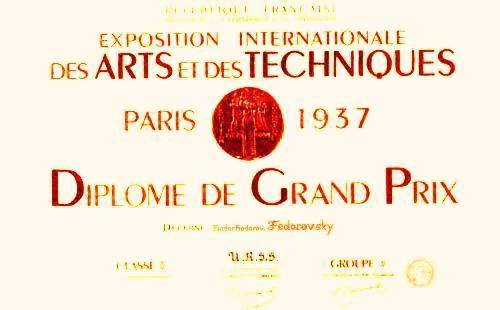
Диплом «Гран При», Париж, 1937

- Всемирная выставка в Париже (Почётный диплом — за макет к опере Р. Вагнера «Лоэнгрин», 1925)
- Международная выставка в Милане (1927) («Гран При» — за эскизы к опере М. П. Мусоргского «Борис Годунов»)
- Всемирная выставка в Париже (1937) («Гран При» — за эскизы к опере А. П. Бородина «Князь Игорь» и И. И. Дзержинского «Тихий Дон»)
- Большая Золотая медаль Всемирной выставки в Брюсселе (1958)
- Заслуженный деятель искусств РСФСР (1930)
- Народный художник РСФСР (1943)
- Народный художник СССР (1951)
- Сталинская премия второй степени (1941) — за оформление оперного спектакля «Князь Игорь» А. П. Бородина (1934)[5]
- Сталинская премия первой степени (1943) — за оформление оперного спектакля «Емельян Пугачёв» М. В. Коваля (1942)[6]
- Сталинская премия первой степени (1949) — за оформление оперного спектакля «Борис Годунов» М. П. Мусоргского (1948)[7]
- Сталинская премия первой степени (1950) — за оформление оперного спектакля «Садко» Н. А. Римского-Корсакова (1949)
- Сталинская премия первой степени (1951) — за оформление оперного спектакля «Хованщина» М. П. Мусоргского (1950)
- Орден Ленина (1954)
- Два ордена Трудового Красного Знамени (02.06.1937 — за выдающиеся заслуги в деле развития оперного и балетного искусства, 1951)
- Медаль «За доблестный труд в Великой Отечественной войне 1941—1945 гг.»
- Медаль «В память 800-летия Москвы»
- Доктор искусствоведения (1952).

## Основные работы в театре

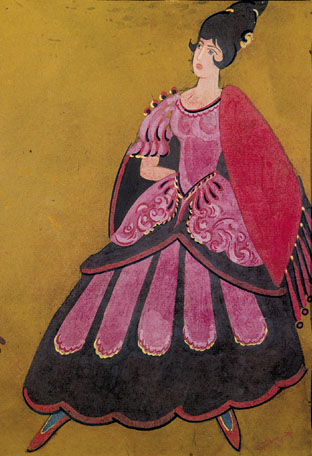
Костюм к опере «Кармен», 1907 год

- 1913 — «Хованщина» М. П. Мусоргского, Театр Елисейских Полей
- 1922 — «Кармен» Ж. Бизе, ГАБТ
- 1927 — «Борис Годунов» М. П. Мусоргского, ГАБТ
- 1932 — «Псковитянка» Н. А. Римского-Корсакова, ГАБТ
- 1934 — «Князь Игорь» А. П. Бородина, ГАБТ
- 1935 — «Садко» Н. А. Римского-Корсакова, ГАБТ
- 1939 — «Иван Сусанин» М. И. Глинки, ЛАТОБ имени С. М. Кирова
- 1942 — «Емельян Пугачёв» М. В. Коваля, ЛГАТОБ имени С. М. Кирова
- 1947 — «Великая дружба» В. И. Мурадели, ГАБТ
- 1948 — «Борис Годунов» М. П. Мусоргского, ГАБТ
- 1949 — «Садко» Н. А. Римского-Корсакова, ГАБТ
- 1949 — «Хованщина» М. П. Мусоргского, ГАБТ
- 1950 — «Садко» Н. А. Римского-Корсакова, ГАБТ
- 1952 — «Псковитянка» Н. А. Римского-Корсакова, ЛГАТОБ имени С. М. Кирова
- 1952 — «Хованщина» М. П. Мусоргского, ЛАТОБ имени С. М. Кирова
- 1953 — «Князь Игорь» А. П. Бородина, ГАБТ
- 1955 — «Царская невеста» Н. А. Римского-Корсакова, ГАБТ

## Работы в других жанрах

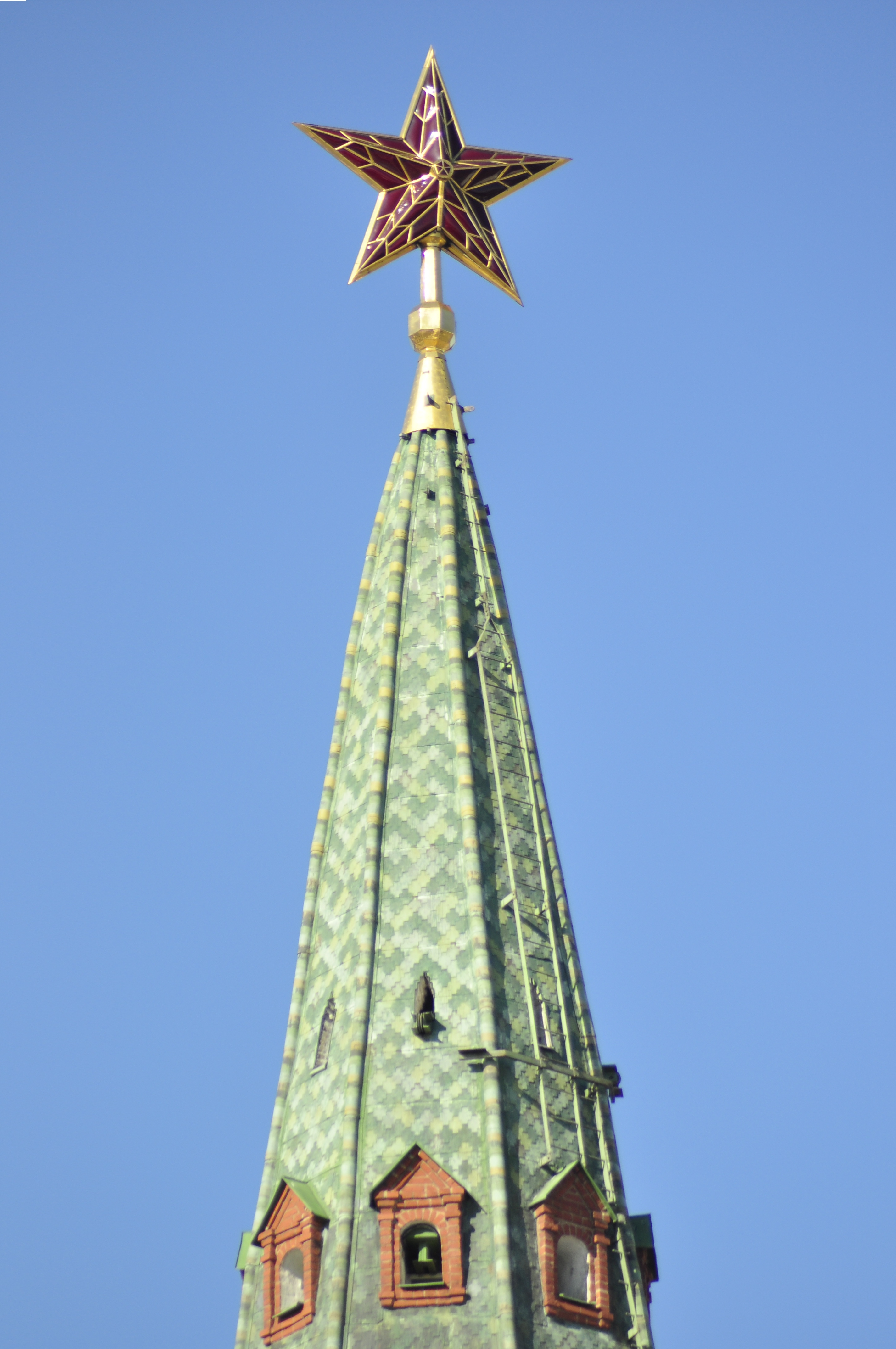
Звезда Водовзводной башни, 1937 год

- Проект занавеса Государственного Большого Театра Союза ССР (1920)
- Эскиз значка ГАБТ к 150-летию Большого театра, (1925)
- Оформление сцены ГАБТ к 10-летию Октября (1927)
- Эскизы монументально-массового представления «Героическое действо» (1927)
- Проект почтовой марки «10 лет МОПР» (1932)
- Занавес Большого Театра (1935)
- Проект Рубиновых звёзд на Башнях Кремля (1936)[8]
- Оформление VIII Всесоюзного съезда Советов (1936)
- Оформление сцены и зрительного зала «Пушкинские юбилейные дни» (1937)
- Панорама «Дружба народов», Выставка в Нью-Йорке (1939)
- Эскиз оформления сцены «Ленинские дни» (1940)
- Эскизы костюмов Государственного хора СССР под руководством А. В. Свешникова (1943)
- Эскизы парада физкультурников на Красной площади[9]
- Оформление сцены к «Юбилейным торжествам» 1947 года
- Оформление сцены к 175-летнему юбилею Большого театра 1951
- Проект занавеса Большого театра (1955, реконструкция — 2011)

## Печатные работы

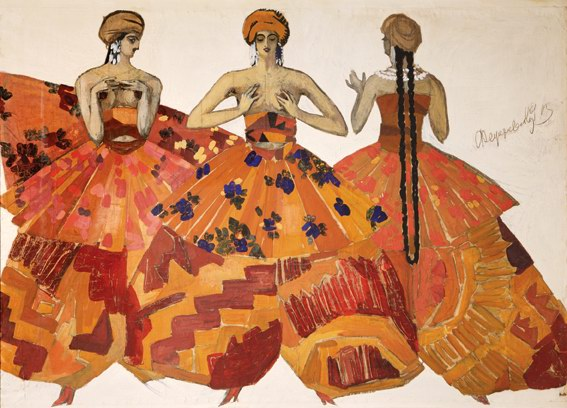
Эскиз костюмов к опере «Хованщина», 1912 год

- «Садко» в работе, «Советский артист», М., 1935, № 8
- Декорация в опере. «Театр», М., 1938, № 4, стр. 84
- Над чем работают художники, М., 1938, № 3, стр. 7—9
- Ради грядущего счастья народа. «Советский артист», М., 1946 год, 8 мая, № 16
- Важный жанр изобразительного искусства. «Советское искусство», М., 1951, 19 сентября, № 75
- «Из творческого опыта», вып. 3, Моя работа над оперой «Борис Годунов», М., «Советский художник», 1957